# Bruno Rappaport
Emil August Bruno Rappaport (* 4. November 1875 in Berlin; † 20. Juli 1915 in Suchodoly bei Krasnystaw) war ein deutscher Althistoriker und Gymnasiallehrer.

## Leben
Bruno Rappaport wurde in Berlin als Sohn eines in Königsberg ansässigen Kaufmanns geboren und hatte fünf Geschwister. Ein Bruder war der Architekt und Stadtplaner Philipp Rappaport. Nach dem Tod seines Vaters zog die Familie 1888 nach Bad Kösen. Im selben Jahr bezog Bruno Rappaport die nahegelegene Landesschule Pforta. Nach dem Reifezeugnis ging er 1895 als Student der Klassischen Philologie und Alten Geschichte an die Berliner Universität, an deren philologischem Seminar gerade ein Umbruch stattfand: Die alteingesessenen Professoren Johannes Vahlen und Adolf Kirchhoff setzten sich gegen die von Hermann Diels und den Althistorikern Ulrich Köhler und Otto Hirschfeld vertretene neue Richtung der Klassischen Philologie zur Wehr. Zu ihnen trat 1897 der kurz zuvor berufene Ulrich von Wilamowitz-Moellendorff aus Göttingen, der das philologische Proseminar begründete und die reine Wortphilologie zugunsten einer umfassenden Altertumswissenschaft verdrängte. Rappaport besuchte besonders Veranstaltungen bei Otto Hirschfeld, der ihn prägte, und wurde nach dem Examen 1899 mit der Dissertation De Gotorum usque ad Decium imperatorem mortuum incursionibus („Die Goteneinfälle bis zum Tod des Kaisers Decius“) promoviert, die in lateinischer Sprache 1899 und in deutscher Sprache 1900 in Leipzig erschien. Die Arbeit wurde von Felix Dahn sehr wohlwollend rezensiert, obwohl viele seiner Auffassungen in ihr angegriffen wurden.
Nachdem Rappaport 1901 das Erste Staatsexamen bestanden hatte, diente er als Einjährig-Freiwilliger und stieg bis zum Oberleutnant der Reserve auf. Gleichzeitig absolvierte er bis 1902 sein Seminarjahr am Berliner Lessing-Gymnasium und bis 1903 sein Probejahr am Prinz-Heinrichs-Gymnasium in Schöneberg. Anschließend arbeitete er als Oberlehrer am Königlich städtischen Realgymnasium, ab 1910 am Reformierten Realgymnasium in Charlottenburg. Seit etwa 1908 verfasste er zahlreiche Artikel über germanische Stämme für die Neubearbeitung von Paulys Realencyclopädie der classischen Altertumswissenschaft.
Beim Ausbruch des Ersten Weltkriegs wurde er aktiviert und meldete sich am 3. August 1914 bei seinem Regiment. Er wurde zunächst an der Westfront eingesetzt und erhielt für seine Teilnahme am Sturm auf Longwy das Eiserne Kreuz. Im Spätherbst 1914 wurde er mit einem heftigen Anfall der Ruhr ins Lazarett eingeliefert und im April 1915 mit seinem Regiment der unter August von Mackensen neugebildeten 11. Armee zugeteilt, die in Galizien einmarschierte. Rappaport, der bereits für die Verleihung des Eisernen Kreuzes 1. Klasse und die Beförderung zum Hauptmann eingereicht war, wurde am 20. Juli beim Marsch auf Suchodoly (bei Krasnystaw) durch eine Maschinengewehrkugel am Hals tödlich verwundet und starb binnen weniger Minuten.

## Schriften (Auswahl)
- De Gotorum usque ad Decium imperatorem mortuum incursionibus. Hirschfeld, Leipzig 1899.
- Die Einfälle der Goten in das römische Reich bis auf Constantin. Hirschfeld, Leipzig 1899.
- Römische Geschichte bis 133 v. Chr. Teubner, Leipzig 1913.
- Römische Geschichte von 133 bis Augustus. Teubner, Leipzig 1913.
- Die römische Kaiserzeit und die Germanen. Teubner, Leipzig 1915.